# إيغاي ماولان
إيغاي ماولان (بالإندونيسية: Egy Maulana Vikri) (7 يوليو 2000 بميدان في إندونيسيا - ) هو لاعب كرة قدم إندونيسي في مركز الهجوم. شارك مع منتخب إندونيسيا لكرة القدم. أما مع النوادي، فقد لعب مع ليخيا غدانسك.

## روابط خارجية
- إيغاي ماولان على موقع قاعدة بيانات كرة القدم.إي يو (الإنجليزية)
- إيغاي ماولان على موقع ناشيونال فوتبول تيمز (الإنجليزية)
- إيغاي ماولان على موقع Soccerbase.com (لاعب) (الإنجليزية)
- إيغاي ماولان على موقع Soccerway.com (الإنجليزية)